# Мухаммед (Марокко)
Мухаммед (араб. امحاميد الغزلان‎) — сельская община в Марокко. Расположена на высоте 513 м над уровнем моря, на границе с Алжиром, на северном берегу реки Уэд-Дра, близ ксара Бу-Ну, к югу от города Загора и гор Джебель-Бани. Административно относится к провинции Загора в области Сус-Масса-Драа. Население 7590 человек по переписи 2014 года, в селе насчитывается 1052 домохозяйств по переписи 2014 года.